# Люботрън
Вижте пояснителната страница за други значения на Люботен.
Люботрън (на албански: Luboteni или Maja e Lubotenit; на македонска литературна норма: Љуботен; на сръбски: Љуботан или Люботан) е връх в планината Шар, разположена на границата между Северна Македония и Косово. Височината му е 2498 m. Традиционно в миналото Люботрън е смятан за най-високия връх на Шар, като по-стари данни за височината му сочат 2410 (Schusser, инженер), 2500 Jänisch (триг. инж.), 2740 Цвиич (1890 г.), 2600 Götz (анероид).
Горните части на върха са от кристалинни варовици (мрамори).
Люботрън е най-източният връх на Шар. Макар и не най-висок, той, отделен от останалото било чрез ниската седловина Козе седло (2135 m), изглежда като огромна величествена пирамида, извисяваща се самотно на общото било.
От върха тръгват три ръба: първият, на 12 градуса – към северния край на Шар, по който върви границата, вторият ръб е на 172 градуса, по него се върви към хижа „Люботен“, по третият, на 262 градуса, продължава главното шарско било на югозапад.
От Люботрън на изток започва дълбокият Качанишки пролом на река Лепенец (на сръбски Лепенац), който разделя Шар от Скопска Църна гора. Под върха извират реките Пустеник (на албански Бущеница) и Люботрънската река, която заедно с Ливадишката река образува река Ракита.
От македонска страна на Люботрън е разположена хижа „Люботен“, до която има път от село Вратница.
Върхът може да бъде изкачен за около 2 – 2,15 ч. от хижата.

## Други
На Люботрън е наречена улица в квартал „Лозенец“ в София (Карта).